# Willian Pacho
Willian Joel Pacho Tenorio (Quinindé, 16 de outubro de 2001) é um futebolista equatoriano que atua como zagueiro. Atualmente defende o Paris Saint-Germain.

## Carreira

### Início
Nascido em Quinindé, na província de Esmeraldas, Willian Pacho iniciou sua trajetória esportiva na escola Alfaro Moreno Quinindé, tendo migrado para um clube chamado Huracán em 2012 com 11 anos onde permaneceu até o final de 2016. Inclusive devido a sua altura (com 12 anos, tinha quase 1,70 m), o treinador da categoria Sub-12 tentou colocá-lo na categoria Sub-16, fato que foi negado por Pacho por não querer pular etapas. Em 2015 tentou uma vaga num teste na Liga de Quito, porém o clube havia fechado as portas.
Depois disso e por intermédio de Bryan Cedeño, ex-futebolista e seu primeiro treinador no Huracán, Pacho iria ser levado para fazer um teste no Mushuc Runa, mas a irmã de Cedeño levou Pacho para casa novamente por não concordar. Depois, numa nova tentativa buscou-o sem a mãe de Pacho saber e levou-o juntamente com outros meninos à Puerto Quito, onde olheiros do Independiente del Valle esperavam-os para avaliá-los. Willian destacou-se nas três partidas que atuou, passando a integrar o elenco do Del Valle em 2017.

### Independiente del Valle
Fez sua estreia pelo time principal em 2019, conquistando no mesmo ano a Copa Sul-Americana e em 2020 integrou o elenco vencedor da Libertadores Sub-20, que contava com Piero Hincapié, Moisés Caicedo e José Hurtado. Também integrou o elenco campeão do Campeonato Equatoriano de 2021, onde atuou regularmente. Ao todo, foram 40 partidas pelo Del Valle.

### Royal Antwerp
Em 28 de janeiro de 2022, Pacho foi anunciado e transferiu-se ao Royal Antwerp, da Bélgica. Após Mark Van Bommel assumir como técnico do clube efetivou-se e tornou-se titular absoluto formando uma boa dupla de defesa com o veterano Toby Alderweireld.
Na temporada 2022–23, Pacho sagrou-se campeão da Copa da Bélgica após vitória por 2–0 sobre o KV Mechelen em 30 de abril de 2023. Foi titular e atuou durante 70 minutos. da partida.  Também faturou o título do Campeonato Belga, ajudando o clube a classificar para Liga dos Campeões da UEFA depois de 66 anos. Willian foi titular absoluto na temporada e disputou 50 partidas.
Ao todo, foram 53 partidas disputadas em duas temporadas pelo clube.

### Eintracht Frankfurt
Pacho foi anunciado pelo Eintracht Frankfurt oficialmente em 30 de março de 2023, assinando até 2028 por um valor de transferência anuniado em nove milhões de euros e assumindo a camisa 3, chegando ao clube a partir de 1 de julho.
Fez sua estreia no dia 13 de agosto de 2023, na goleada de 7–0 sobre o SV Darmstadt 98 em jogo da Copa da Alemanha. Pacho atuou por 68 minutos e recebeu um cartão amarelo.

## Seleção Equatoriana
Obteve sua primeira convocação para Seleção Equatoriana em setembro de 2022 para três rodadas contra o Paraguai, Chile e Uruguai, substituindo o Franklin Guerra.
Também integrou o elenco convocado para o Mundial de 2022, no Catar, entretanto não chegou a atuar.
Logo em sua estreia com a La Tri, Pacho fez seu primeiro gol e o da vitória diante da Austrália por 2–1 em março de 2023. Em junho do mesmo ano, marcou novamente diante da Costa Rica na vitória por 3–1 em um amistoso no dia 21 de junho. Foi seu segundo gol marcado em até então três partidas disputadas pelo Equador.
Foi um dos 26 convocados por Félix Sánchez Bas para representar o Equador na Copa América de 2024, nos Estados Unidos.

## Estatísticas

### Seleção Equatoriana
Atualizadas até dia 10 de junho de 2025.
| Ano   | Jogos | Gols | Assist. |
| ----- | ----- | ---- | ------- |
| 2023  | 9     | 2    | 0       |
| 2024  | 13    | 0    | 0       |
| 2025  | 4     | 0    | 0       |
| Total | 26    | 2    | 0       |

## Títulos

### Independiente del Valle
- Copa Sul-Americana: 2019
- Campeonato Equatoriano: 2021

### Royal Antwerp
- Campeonato Belga: 2022–23
- Copa da Bélgica: 2022–23

### Paris Saint-Germain
- Supercopa da França: 2024
- Ligue 1: 2024–25[18]
- Copa da França: 2024–25[19]
- Liga dos Campeões da UEFA: 2024–25[20]
- Supercopa da UEFA: 2025[21]

### Prêmios individuais
- Time do Ano da Ligue 1: 2024–25[22]